# Julie (voornaam)
Julie is een Franse meisjesnaam. Het is een afleiding van de naam Julia; de vrouwelijke vorm van Julius. De naam is afgeleid van de Gens Julia, een Romeins nomen gentile, min of meer een familienaam.
De betekenis is niet zeker, de naam wordt in verband gebracht met het Griekse ioulos, dat zoveel betekent als "de eerste wollige baardharen" oftewel "de jeugdige". De naam kan ook zijn afgeleid van Jovilius, "aan Jupiter gewijd".

## Bekende naamdraagsters
- Julie Clary, echtgenote van Jozef Bonaparte
- Julie Andrews, Britse actrice
- Julie Covington, Engelse zangeres
- Julie Christie, Britse actrice
- Julie Fowlis, Schots zangeres en musicus
- Julie Harris, Amerikaanse actrice
- Julie Manet, Franse schilderes
- Julie Walters, Engelse actrice

## Trivia
Julie is ook de gebruikelijke afkorting voor het boek Julie, ou la nouvelle Héloïse (Julie, of de nieuwe heldin Héloïse) van Jean-Jacques Rousseau uit 1761.